# Kristy
Kristy (in ungherese: Kereszt) è un comune della Slovacchia facente parte del distretto di Sobrance, nella regione di Košice.